# Polychlorodibenzofurane
Les polychlorodibenzo-furanes ou PCDF sont une famille de molécules chimiques. On en compte 135 composés.
Ils se différencient des dioxines par la présence d'un seul atome d'oxygène dans le cycle central (furane) entouré de deux cycles benzèniques. Certains d'entre eux sont toxiques pour l'homme.
|  |  |

Dans la molécule représentée ci-dessus, 4 atomes d'hydrogène sont substitués par des atomes de chlore. D'une manière générale, dans les molécules de Polychlorodibenzo-furane, il peut y avoir 2 à 8 substitutions.

## Origine et Formation
- Très stables et extrêmement bio-accumulables, les PCDF sont des polluants redoutables, extrêmement persistants, qui s'accumulent dans l'environnement et le long des chaînes alimentaires, jusqu’à l'homme.
- Ce ne sont pas des molécules synthétisées dans un but particulier (pesticides, fluide réfrigérant...), mais des composés non désirés, qui se forment sous certaines conditions
- Leur formation est essentiellement liée aux activités humaines, industrielles et domestiques.

Le chauffage en présence d'oxygène, au-delà de 300 °C de certains précurseurs (PCB, polychlorophénols) conduisent alors principalement à la formation de furanes (en règle générale, le chauffage de molécules organiques quelconques en présence d'une source de chlore et d'oxygène moléculaire peut induire la formation de dioxines et de furanes).
Exemples :
1. Accidents dans les usines de production de dérivés organochlorés (dont le plus connu est l'accident de Seveso survenu en 1976, voir catastrophe de Seveso)
2. Incendies d'entrepôts, de bâtiments et de véhicules (contenant souvent du PVC).
3. Incinérateurs de déchets ménagers ou industriels non-conformes (60 % au total)
4. Sources diffuses : gaz d'échappement, huiles de moteurs, chauffage domestique (bois, charbon, gaz)
5. Réservoirs potentiels : bois traités au pentachlorophénol (PCP), transformateurs électriques contenant des PCB, boues d'épuration utilisées pour l'épandage, sols et sédiments contaminés

## Mode d'ingestion
- L'exposition moyenne des populations se fait à plus de 95 % par voie alimentaire, en particulier par ingestion de graisses animales (lait et produits laitiers, viandes, poissons)
- Par les accidents lors de la libération dans l'atmosphère/environnement de dioxine/furanes.
- Ils sont hydrophobes : les PCDF rejetés dans les environnements aquatiques s’attachent aux particules organiques et pénètrent dans les tissus adipeux des organismes aquatiques. C'est pourquoi ils sont dits lipophiles.
- Les PCDF se lient fortement aux sols et peuvent rester liés durant de longues périodes sans se décomposer, leur dangerosité provenant du fait qu'une fois entrés dans une cellule, ils sont très difficilement détruits.

## Mécanisme d'action
Chaque noyau cellulaire est protégé par un système de défense afin d'empêcher les molécules indésirables de s'introduire et d'interférer avec l'ADN. Dans le cytoplasme, la dioxine/furane se lie au récepteur Ah (Aryl hydrocarbone). L'association Ah-dioxine forme ensuite un complexe avec la protéine Arnt permettant l'entrée dans le noyau et active des zones dites « sensibles aux dioxines ».
Il s'ensuit une production de protéines constituant la réponse toxique.
Les cellules et autres organes se trouvent grandement atteints. La toxicité est donc chronique (son action perdure), indirecte et dépend du type de cellules/organes touchés.

## Toxicité
- Les dioxines et PCDF possédant des atomes de chlore aux positions 2, 3, 7 et 8 sont considérés comme les plus toxiques. De ceux-ci, la 2,3,7,8-tétrachlorodibenzo-p-dioxine (T4CDD) est la forme plus dangereuse dite TCDD, la plus étudiée et la mieux connue, et sert de norme étalon pour l’établissement de la toxicité des autres dioxines et PCDF.
- Les facteurs d'équivalence toxique servent à exprimer sous forme normalisée la toxicité des dioxines et furanes, pour déterminer un équivalent toxique en 2,3,7,8-T4CDD.
- L’équivalent toxique des dioxines et furanes sans atome de chlore aux positions 2, 3, 7 et 8 est de zéro
- Les ET sont basés sur la mesure de la réaction des poissons.

## Effets
- L'effet cancérigène spécifique des PCDF par rapport aux dioxines est encore discuté
- Troubles fonctionnels, altérations immunologiques
- Atteinte du système reproducteur mâle ou femelle (lors d'une exposition prénatale).

## Analyse des dioxines/furanes
- Les techniques d’identification et de mesure des dioxines sont complexes et dépendent de la nature de l’échantillon à analyser.
- Extraire les dioxines par des solvants appropriés, opérations de purification, séparation, sachant que c’est à l’échelle du picogramme qu’il convient de les rechercher.
- Appareillage coûteux et assez peu répandu. Le coût de l’identification et du dosage des dioxines est très élevé : 750 € à 1 500 € selon les milieux à analyser (prix expliqué par la durée du processus d'analyse notamment les traitements d'extraction).
- Processus

1. Nécessité de séparer : il existe un grand nombre d'isomères et tous les isomères ne possèdent pas la même toxicité.

Les composés sont actifs à des doses extrêmement faibles sur les êtres vivants (limites de détection de l'ordre du ppt, partie par trillion, soit nanogramme/kilogramme, au ppq, partie par quatrillion, soit picogramme/kilogramme)
1. Spectrométrie de masse : les analyses qualitatives et quantitatives sont réalisées en couplant la chromatographie en phase gazeuse sur colonne capillaire à haute résolution (HRGC) à la spectrométrie de masse à haute résolution prenant en compte le rapport 35Cl/37Cl
2. Quantification par dilution isotopique : on quantifie avec un étalon marqué (carbone 13, deutérium), on réalise une courbe étalonnage, on détermine spécifiquement les 2,3,7,8 chlorés

Les limites de détection sont abaissées en diminuant le bruit (grâce à la haute résolution) ou diminuant le volume d’extraction.